# Colin Cloud
Colin McLeod (nascido em 9 de Janeiro de 1987), conhecido profissionalmente como Colin Cloud, é um mentalista de palco escocês que se descreve como um leitor de mente forense. Ele é frequentemente descrito como o mais próximo que existe do Sherlock Holmes.

## Vida pessoal
Cloud nasceu em Harthill, na Escócia. Em uma entrevista de 2015 para a stv Glasgow, Cloud diz que era tímido e quieto na escola, e que ele estudou investigação forense na universidade. Ele afirmou que foi inspirado pelo detetive fictício Sherlock Holmes, de Arthur Conan Doyle, e pela capacidade do detetive de ler as pessoas.
Colin Cloud começou sua carreira estudando Bacharelado de Ciências (Honours) em investigação forense, especializando-se em perfis criminais na Glasgow Caledonian University (2003-2007)  antes de abandonar essa linha para seguir carreira no entretenimento.

## Começo de Carreira
Cloud ingressou na Tree of Knowledge, como palestrante em 2007. Deixou a empresa em 2013 para desenvolver sua carreira na TV e nos palcos.
Sob o nome de Colin McLeod, Cloud apareceu na TV como candidato no magic show Penn & Teller: Fool Us, onde ele não enganou os juízes.
Em 2012, ele apareceu no America's Got Talent com críticas positivas dos quatro jurados. No entanto, McLeod não conseguiu passar para as semifinais ao vivo.
Em 2012, McLeod se apresentou no Edinburgh International Magic Festival.

## Carreira
Cloud realiza shows públicos e privados. Fez shows no Edinburgh Fringe Festival nos anos de 2014 a 2016.
Em Junho de 2015, Cloud se juntou ao show de mágica da turnê The Illusionists. com a alcunha "The Deductionist",.

### Rádio e TV
Em 2014, em colaboração com Don Jack, foi fundada a Colin Cloud - The Forensic Mind Reader®. Desde então, Cloud vem aparecendo como convidado em programas de rádio e TV internacionalmente, como Big Show (de Michael McIntyre), Loose Women, Steve Wright e The One Show, entre outros. Mais recentemente, Colin foi convidado para trabalhar com a equipe do seriado Sherlock da BBC - trabalhando com o criador da série, Mark Gatiss, criando material de apoio para o Sherlock Christmas Special. Em 2017, Cloud voltou ao America's Got Talent, na sua 12ª temporada, e chegou às semifinais. Mais tarde, fez uma aparição no Royal Variety Performance.

### Shows de palco
- 2011: It's All in the Mind.[13]
- 2012: Britain's Got Talent
- 2014: The Colour Ham[14]
- 2014: Colin Cloud Forensic Mind Reader
- 2015: Wild Cabaret (Glasgow)
- 2015: Colin Cloud Kills
- 2016: Colin Cloud: Exposé
- 2017: Dare
- 2017: The Illusionists Live
- 2017: America's Got Talent
- 2017: Royal Variety Performance

## Ligações Externas
- Site Oficial